# Provincia de Sondrio
Sondrio (en italiano provincia di Sondrio) es una provincia italiana de la región de Lombardía, en el norte de Italia. Su capital y ciudad más poblada es Sondrio.
Tiene un área de 3212 km², y una población total de 179 165 habitantes (2024). Hay 78 comuni (municipios) en la provincia (fuente: ISTAT, véase este enlace).
La provincia limita con Suiza (concretamente con el cantón de los Grisones) al norte y oeste, las provincias de Como y Lecco al oeste, las provincias de Bergamo y Brescia al sur y la región de Trentino-Alto Adige/Südtirol al este.
- Véase: Valtelina